# 西青经济技术开发区
天津西青经济技术开发区，简称西青开发区，英文缩写为XEDA，该简称亦经常谐音称为赛达，于1992年由天津市人民政府批准成立，位于天津市西青区内。2010年，经国务院批准，升级为国家级经济技术开发区。